# Джон-Майкл Лайлз
Джон-Майкл Лайлз (англ. John-Michael Liles; 25 листопада 1980, м. Індіанаполіс, США) — американський хокеїст, захисник.
Виступав за Мічиганський університет (NCAA), «Герші Берс», «Колорадо Аваланч», «Ізерлон Рустерс», «Торонто Мейпл-Ліфс», «Торонто Мерліс» (АХЛ), «Кароліна Гаррікейнс», «Бостон Брюїнс».
В чемпіонатах НХЛ — 836 матчів (87+283), у турнірах Кубка Стенлі — 46 матчів (4+9).
У складі національної збірної США учасник зимових Олімпійських ігор 2006 (6 матчів, 0+2), учасник чемпіонатів світу 2005 і 2009 (16 матчів, 1+8), учасник Кубка світу 2004 (2 матчі, 0+2). У складі молодіжної збірної США учасник чемпіонату світу 2000.